# Парадокс Вігнера
Парадокс Вігнера або друг Вігнера (Wigner's friend) — це уявний експеримент в теоретичній квантовій фізиці, запропонований фізиком Юджином Вігнером в 1961 році. Сценарій передбачає непряме спостереження квантового вимірювання: спостерігач W спостерігає іншого спостерігача F, який здійснює квантове вимірювання над фізичною системою. Потім два спостерігачі формулюють декларацію про стан фізичної системи після вимірювання відповідно до законів квантової теорії. У більшості інтерпретацій квантової теорії декларації двох спостерігачів суперечать одна одній. Згідно з Копенгагенськими інтерпретаціями, квантової відносної та байєсівської квантової механіки, стан визначається лише стосовно спостерігача: стосовно друга, стан детермінується, тоді як стосовно Вігнера, він знаходиться в суперпозиції. Це відображає очевидну несумісність двох законів у квантовій теорії: детерміністичної та безперервної еволюції в часі стану закритої системи та ймовірнісного та розривного колапсу стану системи на момент вимірювання. Тому парадокс Вігнера безпосередньо пов'язаний з проблемою вимірювання у квантовій механіці з його знаменитим парадоксом кота Шредінгера.

## Уявний експеримент
Уявний експеримент передбачає, щоб друг Вігнера знаходиться в лабораторії і проводить квантове вимірювання фізичної системи (це може бути спінова система або кіт Шредінгера). Вважається що ця система знаходиться в суперпозиції двох різних станів, наприклад, стану 0 і стану 1 (або мертвий і живий, у випадку кота Шредінгера). Коли друг Вігнера вимірює систему на цій основі 0/1, згідно з квантовою механікою, він отримує один із двох можливих результатів (0 або 1), і система колапсує у відповідний стан.
Тепер сам Вігнер спостерігає за сценарієм ззовні лабораторії, знаючи, що всередині його друг в цей момент здійснює вимірювання 0/1 у фізичній системі. Відповідно до лінійності рівнянь квантової механіки, Вігнер присвоїть стан суперпозиції всій лабораторії (тобто сукупній системі фізичної системи з другом): стан суперпозиції лабораторії — це лінійна комбінація «система в стані 0 / друг Вігнера виміряв 0» і «система перебуває у стані 1 / друг виміряв 1».
Тепер нехай Вігнер запитає свого друга, що той отримав в результаті вимірювання: Якою б не була відповідь надана другом (0 або 1), у кожному конкретному випадку Вігнер присвоїть стан «система перебуває у стані 0 / друг Вігнера виміряв 0» або «система знаходиться в стані 1 / друг Вігнера, виміряв 1» лабораторії. Тому лише тоді, коли він дізнається результат свого друга, стан суперпозиції лабораторії руйнується.
Однак, якщо тільки Вігнер не розглядається як «привілейований спостерігач», то точка зору друга повинна вважатися також дійсною, і саме тут вступає в гру явний парадокс: з точки зору друга, результат вимірювання був визначений задовго до того, як про нього запитав Вігнер, і стан фізичної системи вже розпався. Коли саме відбувся колапс? Тоді коли друг закінчує своє вимірювання, чи коли інформація про його результат потрапляє у свідомість Вігнера?

## Дискусія

### Свідомість і друг Вігнера
Юджин Вігнер розробив уявний експеримент, щоб проілюструвати своє переконання, що свідомість необхідна для процесу вимірювання у квантовій механіці (а отже, що свідомість взагалі повинна бути «остаточною реальністю», згідно з філософією сogito ergo sum Декарта): «Все що квантова механіка претендує забезпечити, — це зв'язки ймовірності між послідовними враженнями свідомості (також називаються аперцепціями)».
Під «враженнями свідомості» тут мають на увазі специфічне знання системи (виміряної), тобто результат спостереження. Таким чином, зміст його свідомості — це саме всі знання його зовнішнього світу, і вимірювання визначаються як взаємодії, що створюють враження в нашій свідомості. Оскільки знання будь-якої квантово-механічної хвильової функції базується на таких враженнях, хвильова функція фізичної системи модифікується після того, як інформація про систему входить у нашу свідомість. Ця ідея відома під назвою інтерпретації «свідомість спричиняє колапс».
В уявному експерименті про друга Вігнера, це бачення (Вігнера) представляє себе наступним чином: Свідомість друга «позначена» її вимірюванням спіну, і отже їй можна присвоїти хвильову функцію залежно від природи її враження. Вігнер, не маючи доступу до цієї інформації, може присвоїти лише функцію хвилі α (| 0 ⟩ S x | 0 ⟩ F) + β (| 1 ⟩ S x | 1 ⟩ F) до зв'язаної системи спіну та друга після взаємодії. Коли він потім запитує свого друга про результат вимірювання, свідомість Вігнера «позначена» відповіддю друга. Як наслідок Вігнер зможе присвоїти хвильову функцію спіновій системі, тобто, він їй присвоїть хвильову функцію, що відповідає відповіді друга.
До цих пір не існує невідповідності в теорії вимірювання. Однак тоді Вігнер дізнається (знову ставлячи запитання своєму другу), що думки його друга про результат вимірювання були в його свідомості задовго до того, як Вігнер спитав його про них. Тому правильна хвильова функція для спільної системи спіну та друга відразу після взаємодії повинна була бути: або | 0 ⟩ S x | 0 ⟩ F, або: | 1 ⟩ S x | 1⟩ F, а не їх лінійною комбінацією. Тому є протиріччя.
Тоді Вігнер зробив висновок, що «істота зі свідомістю у квантовій механіці повинна відігравати відмінну роль, від неживого апарату вимірювання». Якби друг був замінений вимірювальним апаратом без свідомості, стан суперпозиції правильно описав би спільну систему спіну та пристрою. Крім того, Вігнер вважає, що стан суперпозиції для людини є абсурдним. Цей погляд вимагав би, щоб рівняння квантової механіки були нелінійними. Таким чином, Вігнер вважає, що закони фізики повинні бути змінені, коли ми дозволяємо включати свідомих істот. Вищевказане та інші оригінальні зауваження Вігнера про його друга з'являються у його статті "Remarks on the Mind-Body Question ", опублікована в книзі The Scientist Speculates (1961) під керівництвом І. Дж. Гуда. Стаття відтворена в книзі Вігнера під назвою Symmetries and Reflections (1967).

### Контраргумент
Контраргумент полягає в тому, що суперпозиція двох свідомих станів не є парадоксальною, оскільки немає взаємодії між множинними квантовими станами частинки, так що свідомості в стані суперпозиції не повинні усвідомлювати одна одну.
«Стан сприйняття спостерігача вважається зв'язаним зі станом кота. Стан сприйняття „Я сприймаю живого кота“ супроводжує стан „живий кіт“ і стан сприйняття „я сприймаю мертвого кота“ супроводжує стан „мертвий кіт“. […] Потім передбачається, що чутлива істота завжди знаходить свій стан сприйняття в одному з цих двох станів; тому кіт у сприйнятому світі є живим або мертвим. […] Я хочу вказати, що в поточному стані речей це далеко не рішення парадокса кота. Тому що у формалізмі квантової механіки немає нічого, що вимагає, щоб стан свідомості не міг означати одночасне сприйняття живого кота та мертвого кота.» Роджер Пенроуз.

### Теорія об'єктивного колапсу
На відміну від інших інтерпретацій, теорії об'єктивного колапсу прогнозують, що квантовий стан руйнується, коли система в стані суперпозиції досягає певної маси, розміру, складності тощо. так що неможливо для системи друг Вігнера / фотон досягти стану зв'язаності. Отже, колапс, спричинений Вігнером, повинен бути статистично спростований, повторюючи дослід перевірки.

## Експериментальне підтвердження
Парадокс був підтверджений експериментальним протоколом, що використовував 6 зв'язаних електронів.